# Max Greger

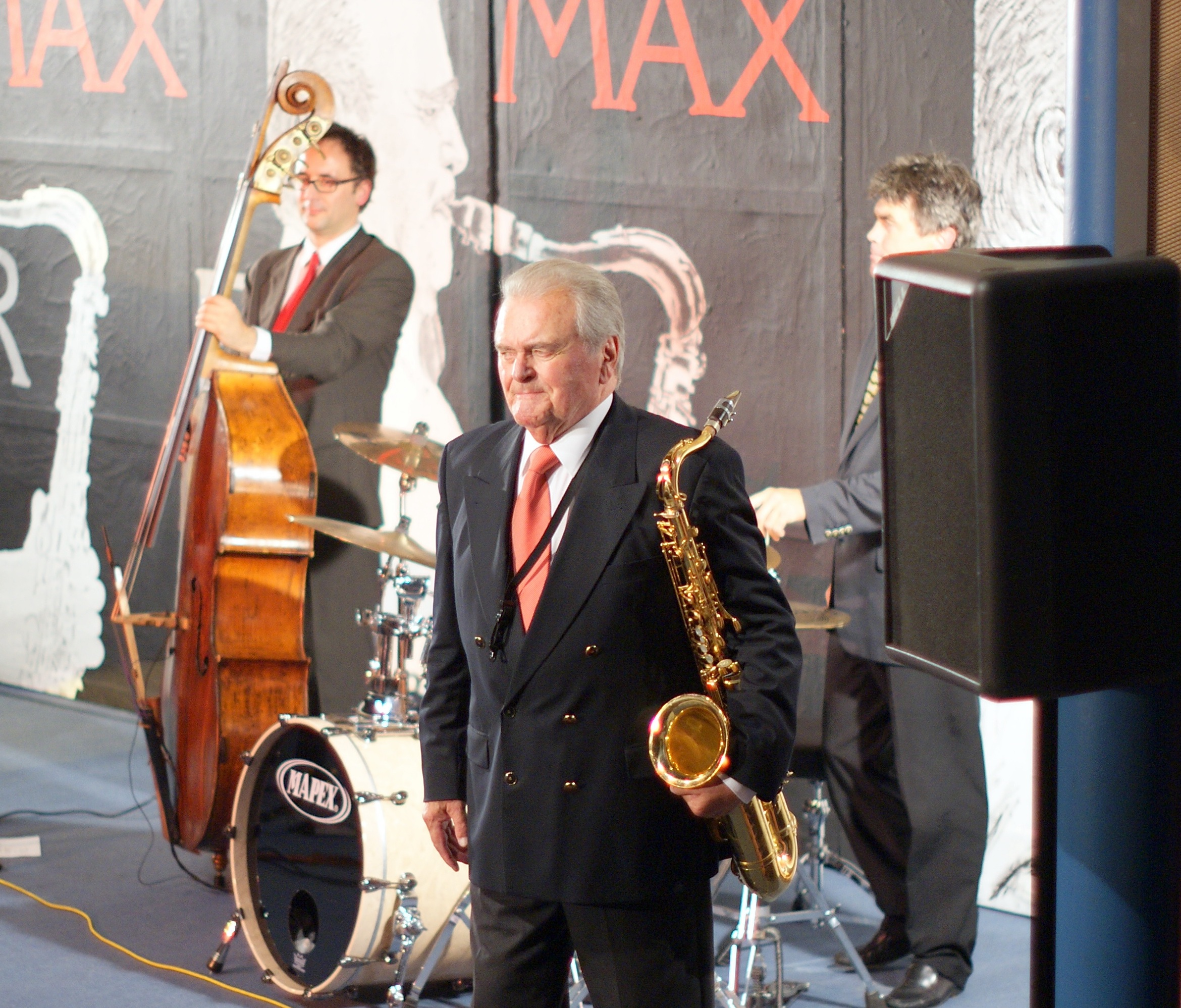
Max Greger (2008)

Max Greger (München, 2 april 1926 – aldaar, 15 augustus 2015) was een Duitse bigbandleider, jazzmuzikant, saxofonist en dirigent.

## Biografie
Oorspronkelijk was Greger van plan om het ouderlijk bedrijf over te nemen. In 1936 schonk zijn opa hem echter een accordeon en legde daarmee de basis voor de muzikale ontwikkeling van de toentertijd 10-jarige Greger. In de jaren hierna ontwikkelde Greger zich verder in de muziek en studeerde hij aan het conservatorium van München klarinet en saxofoon.
Als 18-jarige werd hij tegen het einde van de Tweede Wereldoorlog, in 1944-'45, nog voor het leger opgeroepen. Hij speelde direct na het einde van de oorlog als een van de eerste Duitsers in Amerikaanse officierscasino's en werd daarmee pionier in de naoorlogse Duitse swing- en bigbandwereld. In 1948 richtte hij zijn eerste ensemble op, onder de naam Max-Greger-Sextett.
In de daaropvolgende jaren speelde hij hoofdzakelijk muziek voor de Bayerischer Rundfunk en in Amerikaanse clubs, waar ook zijn eerste ontmoetingen met onder anderen Duke Ellington en Ella Fitzgerald plaatsvonden. Hierna volgden ook de eerste langspeelplaatopnamen en tournees door Duitsland en de rest van Europa. Als eerste westerse band in 35 jaar mocht Greger in 1959 een tournee door de toenmalige Sovjet-Unie houden.
Van 1963 tot 1977 werkte hij in vaste dienst van de Duitse omroep ZDF. Hij was daardoor vaste gast bij programma's als Vergißmeinnicht, Musik ist Trumpf en Der große Preis. In 1970 trad hij als enig Duits orkest op tijdens de wereldtentoonstelling in het Japanse Osaka.
Hiernaast was hij tevens regelmatig met zijn orkest te gast bij danswedstrijden en nam hij veel elpees op die speciaal gericht waren op het ballroomdansen.
In 1986 vierde Greger bij de ZDF zijn zestigste verjaardag met een „Super-Band“, waarin beroemde collega's als Hazy Osterwald, Paul Kuhn, Hugo Strasser en James Last optraden. Sinds 1992 werkte hij nog als gastdirigent bij openbare optredens en studioproducties van de SWR Big Band.
Een aantal jaren toerde hij Duitsland rond met zijn collega's Hugo Strasser en Paul Kuhn onder de naam Swing-Legenden. Samen met de SWR Big Band speelden zij nummers van jazzgrootheden zoals Glenn Miller en Duke Ellington.
Vanaf 2 april 2006 vierde Greger zijn tachtigste verjaardag met een verjaardagstournee die begon op zijn verjaardag in de Philharmonie München in zijn geboorteplaats.
Max Greger bleef geregeld optreden tot juli 2015. Die maand werd bij hem kanker vastgesteld. Een maand later overleed hij aan de gevolgen van de ziekte.

## Opnamen
Van 1955 tot 1977 had Greger een eigen bigband waarmee hij meer dan 3000 verschillende nummers op elpee opnam. Dit repertoire varieerde van schlagers tot bigbandmuziek en jazz.

## Onderscheidingen
- In 1987 ontving Greger het Bundesverdienstkreuz I. Klasse.
- In 2006 werd Greger genomineerd voor de Amadeus Austrian Music Award.

- Biblioteca Nacional de España: XX1754434
- Bibliothèque nationale de France: cb138947043 (data)
- Gemeinsame Normdatei: 132810840
- International Standard Name Identifier: 0000 0000 8363 8034
- Library of Congress Control Number: no2005080314
- MusicBrainz: 9549c9ed-87fb-478c-aa6f-a4869904f9c3
- Nederlandse Thesaurus van Auteursnamen: 073494836
- Virtual International Authority File: 2204043
- WorldCat: E39PCjwJTTTgGXJgTqgvypm8G3